# Filippo Landini
Filippo Lanidini és un grup de música pop en català format per cinc membres de Canet de Mar.
Poc després de la seva formació, el grup es presentà al Sona9 on foren un dels 18 grups seleccionats; van ser finalistes de l'Enganxa't a la Música.
Editaren el seu primer àlbum Primer primera l'any 2007 amb la discogràfica Gorvijac Music. El seu primer senzill va ser Viu-la que va ser a més la cançó de la tardor de TV3 del 2008.
El seu segon disc arribà de la mà de la mateixa discogràfica, i es va titular Farem revolucions; el nom prové de la cançó homònima que segons el seu guitarrista, Oriol Ribes, "ve a dir que tothom pot fer una revolució si creu en si mateix i és conscient de les seves possibilitats. És la revolució de l'autoestima".

## Discografia
- Primera (2006, maqueta, autoeditat)[3]
- Primer Primera (Gorvijac Music 2007)
- Farem Revolucions (Gorvijac Music 2009)[1]
- Som Com Som - Single digital (Picap 2013)
- Som Com Som - Album (Picap 2013)
- Ciao Ciao - Single digital (Picap 2018)
- Buona Sera Signorina - Album (Picap 2018)